# Hiroaki Hiraoka (voetballer)
Hiroaki Hiraoka (Shizuoka, 2 september 1969) is een voormalig Japans voetballer.

## Carrière
Hiroaki Hiraoka speelde tussen 1992 en 1998 voor Shimizu S-Pulse, Consadole Sapporo en Albirex Niigata.